# 行星資源公司
行星資源公司（Planetary Resources, Inc.），舊稱 Arkyd Astronautics，是一家成立於2010年11月的公司，2012年改組並更名。行星資源公司的目的是要藉著開發與實踐小行星採礦的技術以「擴大地球的天然資源基礎」。部分消息指出行星資源公司是由 Arkyd Astronautics 改名而來，但其中一位聯席主席埃里克·安德森（原太空探險公司創辦人）則表示 Arkyd Astronautics 將會成為行星資源公司的全資子公司。
雖然行星資源公司的長遠目標是在小行星上採礦，該公司為了開拓市場的最初計畫是製造小型（30到50公斤）的太空望遠鏡做為地球和天文觀測。這些太空探測器將利用陸基雷射光學系統進行通訊，可以比使用傳統 RF 天線的衛星大幅減少酬載體積和重量。這類光學望遠鏡的發展是未來小行星採礦技術發展的第一步。同樣的望遠鏡衛星也可售予客戶調查和深入研究近地小行星。

## 歷史
Arkyd Astronautics 成立於2010年11月，彼得·戴蒙迪斯擔任聯席主席和董事，而董事長和首席工程師則是克里斯·萊維茨基。該公司透過公開招募聘請了一些員工。根據另一位聯席主席埃里克·C·安德森所說，公司名稱 "Arkyd Astronautics" 是故意含糊其辭以幫助公司的小型星採礦議程保密。行星資源公司的網頁於2012年2月22日以 Anderson Astronautics 的名義註冊。
行星資源公司於2012年4月公布將在同月24日召開記者會後受到媒體的關注。最初的新聞稿只提供有限的訊息，4月20日時只有主要的投資人和顧問名單公開。在名單中的人物都以他們的創業精神和對太空、探險以及研究的興趣而聞名。名單中的部分人士也參與過太空研究。當時推測行星資源公司「尋求在地球外獲得原料的方式」，並且會表示（在記者會上宣布）這樣做可以「增加全球 GDP 數兆美元」 。從一開始就主導的假設認為該公司打算發展小行星採礦，而一個匿名消息來源更在4月24日之前證實了這種說法。
行星資源公司也建立了網址名稱與公司名相同的網站 （页面存档备份，存于）。該網站是在2012年2月22日以 Anderson Astronautics 的名義註冊。在4月24日的記者會以前，該公司的公開網站只有標題頁。而標題頁內已經可以看到公司商標、4月24日記者會訊息、一些基本聯絡訊息和一個以E-mail進行註冊的提醒。而該網頁也宣布在記者會當日網站會有變化。在記者會以後網站增加了數個網頁，其中包含公司更進一步的訊息、營運的目標、涉及的技術與概念藝術。
該次記者會在2012年4月24日在西雅圖飛行博物館舉辦。這次記者會並且向一般社會大眾售票，25美金的票被搶購一空。記者會訊息公布與討論則是由參與的五位主要人物進行。記者會也透過網站 www.spacevidcast.com/live 現場直播。而在網路上也可以和現場人員有一定限制地互動。

## 計畫
行星資源公司的目標是發展自動化小行星採礦技術。為了達到這個目標，行星資源公司以一個長期戰略計畫為基礎。

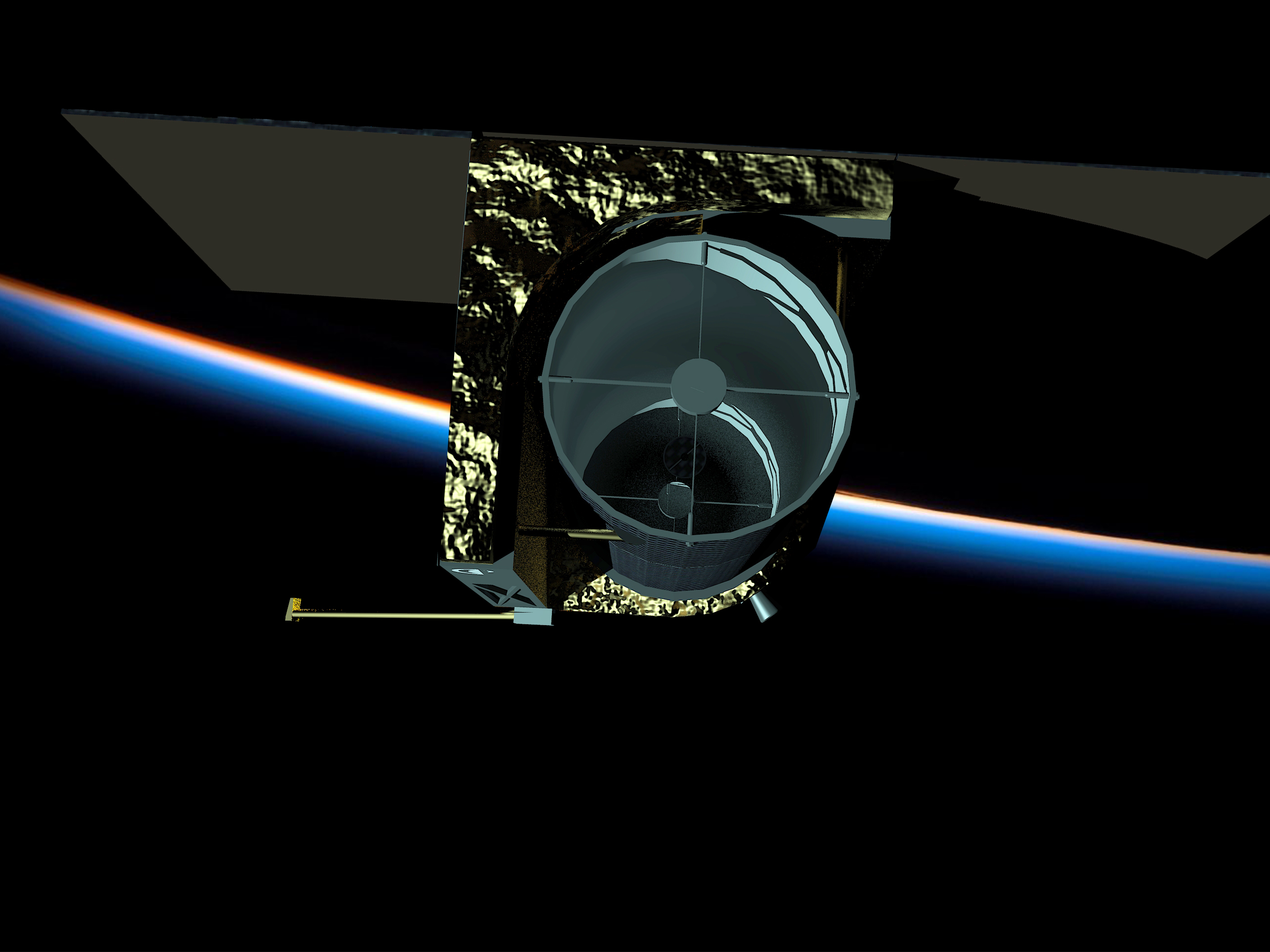
藝術家筆下 Arkyd-100 太空望遠鏡在近地軌道的景象。

第一個步驟將會是使用在地球軌道上的專用衛星對近地小行星進行調查和分析以尋找最佳的潛在目標。許多可使用各種感應器的小型太空望遠鏡將會被發射以達成目的。行星科學公司在網站上宣稱他們的太空望遠鏡可供租用做為私人用途。該公司也計畫製造衛星進行銷售，他們的第一型太空望遠鏡 Arkyd-100 已經發表。
之後的步驟則計畫送探測器到選定的小行星對其表面進行測繪，並且包含對表面的深度掃視並進行採樣與分析和/或採樣送回地球任務。行星資源公司表示可能需要花十年的時間以完成確定商業開採的最佳目標。
最後，行星資源公司計畫完整建立以機器人進行的自動化小行星採礦和加工，並將產品送到任何有需要的地方。除了工業的提煉和太空或地球上用的貴金屬以外，他們也計劃生產水做為太空中的火箭燃料補給之用。發展必要的技術直到成熟並進行概念驗證來實踐是行星資源公司中長期目標。
行星資源公司另一個目標是發展可改變並控制體積較小的小行星軌道。這個技術也許可以在地球附近的太空中處理高撞擊地球風險的潛在危險天體。
行星資源公司正尋求合作夥伴和推銷技術的市場，尤其是教育和研究相關用途。

## 外部連結
- Planetary Resources.com （页面存档备份，存于） official website
- PlanetaryResources.in an independent site devoted to coverage of Planetary Resource's space activities
- Video Planetary Resources - Press conference （页面存档备份，存于） - April 25, 2012